# بوب لاسي
بوب لاسي (بالإنجليزية: Bob Lacey)‏ هو لاعب كرة قاعدة أمريكي، ولد في 25 أغسطس 1953 في فريدريكسبيورغ في الولايات المتحدة.

## وصلات خارجية
- بوب لاسي على موقعبيزبول رفرنس.كوم (الدوري الرئيسي) (الإنجليزية)
- بوب لاسي على موقعبيزبول رفرنس.كوم (الدوري الثانوي) (الإنجليزية)
- بوب لاسي على موقع مشجعي الرسوم البيانية (الإنجليزية)